# A Magyar Történettudomány Kézikönyve
A Magyar Történettudomány Kézikönyve egy 20. század első felében megjelent magyar történettudományi témakörű könyvsorozat. Az 1920-as években a Magyar Történelmi Társulat kiadásában Budapesten megjelent kötetek a történettudomány segédtudományait (oklevéltan, kronológia, címertan, történelemfilozófia) és fontosabb részterületeit mutatták be korabeli neves történettudósok tollán keresztül:
- Szentpétery Imre: Chronologia, 1923
- Áldásy Antal: Címertan, 1923
- Kornis Gyula: Történetfilozófia, 1924
- Hóman Bálint: A forráskutatás és forráskritika története, 1925
- Révész Imre: A magyarországi protestantizmus történelme, 1925
- Dékány István: A történettudomány módszertana, 1925
- Áldásy Antal – Fejérpataky László: Pápai oklevelek, 1926
- Gárdonyi Albert: A történelmi segédtudományok története Magyarországon, 1926
- Dézsi Lajos: Magyar történeti tárgyú szépirodalom, 1927
- Bartoniek Emma: Magyar történeti forráskiadványok, 1929
- Szentpétery Imre: Magyar oklevéltan, 1930
- Moravcsik Gyula: A magyar történet bizánci forrásai, 1934

Három művet (Bartoniek, Gárdonyi, Dézsi) 1987-ben egy kötetbe foglalva a Könyvértékesítő Vállalat reprint kiadásban ismét megjelentetett A magyar történettudomány kézikönyve címen a Gazda István által szerkesztett Tudománytár című sorozatban. Ugyancsak reprint kiadásban látott napvilágot Szentpétery Imre Chronologia című műve, amelyet: 
- önmagában azonos címen (Hatágú Síp Alapítvány, Budapest, é. n. [1980-as évek], ISBN 963-7615-25-3);
- bővítve korábbi Oklevéltani naptár című munkájával összevonva A kronológia kézikönyve címen jelentettek meg a fenti sorozatban (Könyvértékesítő Vállalat, Budapest, 1985, ISBN 963-02-3036-4).

Reprint kiadásban megjelent Hóman Bálintól A forráskutatás és forráskritika története is (Hatágú Síp Alapítvány, Budapest, é. n. [1980-as évek], (a katalógusokban formailag hibás ISBN-nel szerepel) ISBN 937-61526-1).